# Great Bedwyn
Great Bedwyn, è un villaggio e una parrocchia civile della contea del Wiltshire che si trova sul fiume Dun a circa 10 km a sud-est di Marlborough e 7 km a sud-ovest di Hungerford  nel Sud Ovest dell'Inghilterra, Regno Unito. 

## Geografia

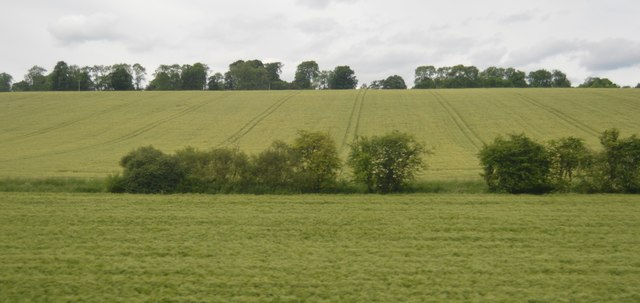
Territorio agricolo di Great Bedwyn

### Territorio
Il territorio della parrocchia civile di Great Bedwyn occupa una superficie di 16.81 km² con un livello medio sul mare di 125 metri, è situato nell'est del Wiltshire, vicino al confine con il Berkshire. Nel medioevo confinava con la foresta di Savernake, che era extraparrocchiale, e una parte della foresta, e due aree che quasi certamente erano parti della foresta, le furono aggiunte. A est il confine parrocchiale segue un fossato preistorico per circa 1 km, fu tracciato molto vicino a due tumuli, segue una strada romana per circa 60 m ed è segnato da altre strade per poco più di 1 km, a sud corre lungo il fondo di due profonde valli aride e a ovest, all'estremità meridionale, è segnato da un sentiero probabilmente antico, ma per la maggior parte della sua lunghezza, circa 35 km, ignora sia il rilievo che le caratteristiche principali. Il confine tracciato tra le parrocchie di Great Bedwyn e Grafton nel 1895 seguiva una linea ferroviaria, la strada romana e altre strade. Vi sono affioramenti di gesso all'estremità meridionale della parrocchia, sabbie verdi in gran parte del centro. Nella parte settentrionale della parrocchia vi sono affioramenti di gesso che costituiscono la parte più bassa, mentre le sabbie e l'argilla dei Reading Beds, London Clay e Bagshot Beds costituiscono la parte più alta. Sono presenti depositi di argilla con selci nelle zone nord-ovest e sud-est della parrocchia, di ghiaia nelle valli asciutte a nord-ovest e sud-est del villaggio di Great Bedwyn e di una piccola quantità di materiale alluvionale immediatamente a sud-est del villaggio. Il rilievo è irregolare e la maggior parte delle valli è asciutta. La maggior parte della parrocchia drena le sue acque verso nord-est, in direzione del fiume Kennet. Diversi corsi d'acqua che nascono al centro della parrocchia confluiscono in un fiume conosciuto localmente nel XVIII secolo come fiume Bedwyn (o ruscello Bedwyn), a valle chiamato Dun nel XIX secolo. Verso la fine del XX secolo il nome Dun fu applicato all'intero fiume. Nella parte settentrionale della parrocchia il punto più alto si trova a 197 metri sul confine occidentale, diverse creste raggiungono i 160 metri circa e il punto più basso si trova a circa 120 metri, dove il Dun lascia la parrocchia. Le colline calcaree nella parte meridionale della parrocchia comprendono alcune scarpate e profonde valli asciutte. Il punto più alto si trova a 267 metri vicino al confine orientale. A sud delle scarpate il terreno drena verso sud e un affluente del fiume Bourne nasce nell'angolo sud-occidentale della parrocchia. Il punto più basso si trova a circa 140 metri, dove l'affluente lascia la parrocchia. La maggior parte, se non tutti, i villaggi e le frazioni della parrocchia avevano campi aperti e pascoli comuni, la maggior parte del terreno è adatta all'agricoltura o al pascolo e in gran parte della parrocchia, soprattutto nella parte meridionale, c'erano poche aree di foresta fitta fino alla fine del XVIII secolo. Ci sono stati diversi parchi nella parrocchia, principalmente nella parte nord-occidentale.

## Storia
Vi sono evidenze di insediamenti preistorici nel territorio poiché sono stati rinvenuti molti resti, tra cui manufatti del Neolitico e dell'Età del Bronzo. Tra i numerosi tumuli nella pianura a sud-est c'è un lungo tumulo a 1 km a sud del villaggio di Wexcombe. Un sistema di campi dell'età del Ferro, anch'esso a sud del villaggio di Wexcombe, copre 100 acri, e un altro nella pianura a est del villaggio di Wilton copre circa 150 acri. Un recinto neolitico è stato rinvenuto a sud-ovest del villaggio di Crofton e ci sono altri recinti preistorici a ovest del villaggio di Great Bedwyn e tra West Grafton e Wolfhall. Il fossato preistorico sul confine della parrocchia all'estremità sud-est della parrocchia potrebbe appartenere a un gruppo presente principalmente nelle parrocchie di Tidcombe e Fosbury. Nella parte settentrionale della parrocchia di Great Bedwyn sono state scoperte due ville romane, entrambe non lontane dalla strada Cirencester-Winchester. Quella a sud-sud-est del villaggio di Great Bedwyn fu indagata con scavi tra il 1983 e il 1986. Fu costruita nel I secolo d.C., fu ampliata per incorporare un cortile e dotata di arredi di lusso nel IV secolo. Vicino al villaggio di Crofton si trova un cimitero del VI o VII secolo. L'intera parrocchia si trovava all'interno della foresta di Savernake. Il borgo di Great Bedwyn, sebbene entro i confini, era esente dalla legge forestale. Nel 1300, quando i confini della foresta furono ridefiniti, tutti i terreni tranne il baliato di Bedwyn Brails, un'area a sud-est del villaggio di Great Bedwyn, furono esclusi e, con questa eccezione, la parrocchia fu definitivamente disboscata nel 1330. I terreni all'estremità nord-occidentale della parrocchia, come il parco di Tottenham, Bedwyn Common e, in seguito, Stock Common, ne facevano parte, quasi certamente rimanevano parte della foresta nel 1330. Nel 1773, a nord-est del villaggio di Wilton si ergeva una forca per le pubbliche esecuzioni.
Great Bedwyn, durante il periodo medievale, era il più piccolo e meno importante dei borghi del Wiltshire, fatta eccezione per Old Sarum. Con una popolazione tassabile di soli 87 abitanti nel 1377, non era altro che un villaggio di medie dimensioni, molto più piccolo delle vicine città di Marlborough e Pewsey, e superato in termini di dimensioni dal borgo decadente di Ludgershall. Nel XII e all'inizio del XIII secolo Bedwyn era stato un prospero centro dell'industria laniera del Wiltshire, producendo un tessuto poco costoso chiamato "burel", e fu allora che fu costruita la sua chiesa. Dopo la conquista normanna, Kinwardstone, il feudo di Wexcombe e altri territori divennero pertinenza di Bedwyn, ed Enrico I alienò l'intera area. Nel 1347 passò agli Stafford, che lo amministrarono tramite un balivo incaricato di riscuotere e pagare alla Corona una tassa di proprietà compresa tra 31 e 36 sterline all'anno. Dal 1403, a causa della minore età di Humphrey, conte di Stafford, la custodia passò alla regina di Enrico IV, Giovanna di Navarra, come parte dei suoi possedimenti dotali situati nel Wiltshire. A sua volta lei la cedette in affitto a Sir William Sturmy, capo amministratore delle sue terre, la cui sede a Wolf Hall si trovava appena fuori città. Sembra che abbia continuato a coltivarla fino alla sua morte nel 1427. Sebbene definito "borough" nel Domesday Book, lo status di Bedwyn si basava esclusivamente sulla prescrizione, poiché a quanto pare non ricevette mai una carta, e non possedeva istituzioni municipali. Il funzionario locale più importante, almeno fino al 1403, era il balivo del conte di Stafford. In seguito, l'area fu probabilmente amministrata da uomini nominati direttamente dalla regina o dal suo fattore, Sturmy.

### Storia della comunità religiosa
Alla fine del X secolo potrebbe essere esistita a Great Bedwyn una chiesa, quando si faceva riferimento ai servitori di Dio di Bedwyn. Le sue entrate furono donate alla cattedrale di Salisbury nel 1091 e divennero una dotazione della prebenda di Bedwyn. Il prebendario era il rettore della chiesa nella quale, entro il 1316, era stato ordinato un vicariato. Il prebendario di Bedwyn esercitava la giurisdizione arcidiaconale, inclusa quella che sarebbe poi diventata la parrocchia di Little Bedwyn. Dal 1543, anno in cui la prebenda fu sciolta, la giurisdizione passò al maniero prebendale e, dal 1567, a Tottenham Lodge e Tottenham House. L'area su cui esercitava la giurisdizione, le parrocchie di Great Bedwyn, Little Bedwyn e Collingbourne Ducis, era chiamata proprietà del Lord Guardiano della Foresta di Savernake. Il nome ricorda il titolo ereditario dei proprietari e dei loro antenati. La corte di visita era competente in materia testamentaria, era spesso presieduta dal vicario di Great Bedwyn e si teneva solitamente nella chiesa di Great Bedwyn o nella chiesa di Collingbourne Ducis. Nel 1675 si teneva a King's Head, probabilmente nel villaggio di Great Bedwyn. La giurisdizione cessò nel 1847. Little Bedwyn era diventata una parrocchia separata nel XVI secolo. Nel 1844 fu costruita una chiesa a East Grafton e la parte meridionale della parrocchia di Great Bedwyn le fu assegnata come distretto. Nel 1861 fu costruita la chiesa di Santa Caterina nella foresta di Savernake e nel 1864 la parte più settentrionale della parrocchia di Great Bedwyn e parti di altre parrocchie le furono assegnate come distretto. Nel 1982 le vicariazioni di Great Bedwyn, Little Bedwyn e Savernake Forest furono unite. I vicari di Great Bedwyn venivano assegnati al decano, presumibilmente fino al 1543 dal prebendario. Dal 1544, l'avvocatura del vicariato passò di mano in mano con il maniero prebendale. Il decano lo conferì per decadenza nel 1784 e nel 1796. George Brudenell Bruce, marchese di Ailesbury, che vendette il terreno del maniero prebendale alla Corona nel 1950, trasferì l'avvocatura del vicariato al vescovo di Salisbury nel 1953. Il vescovo fu nominato patrono del beneficio unito costituito nel 1982.

## Monumenti e luoghi d'interesse

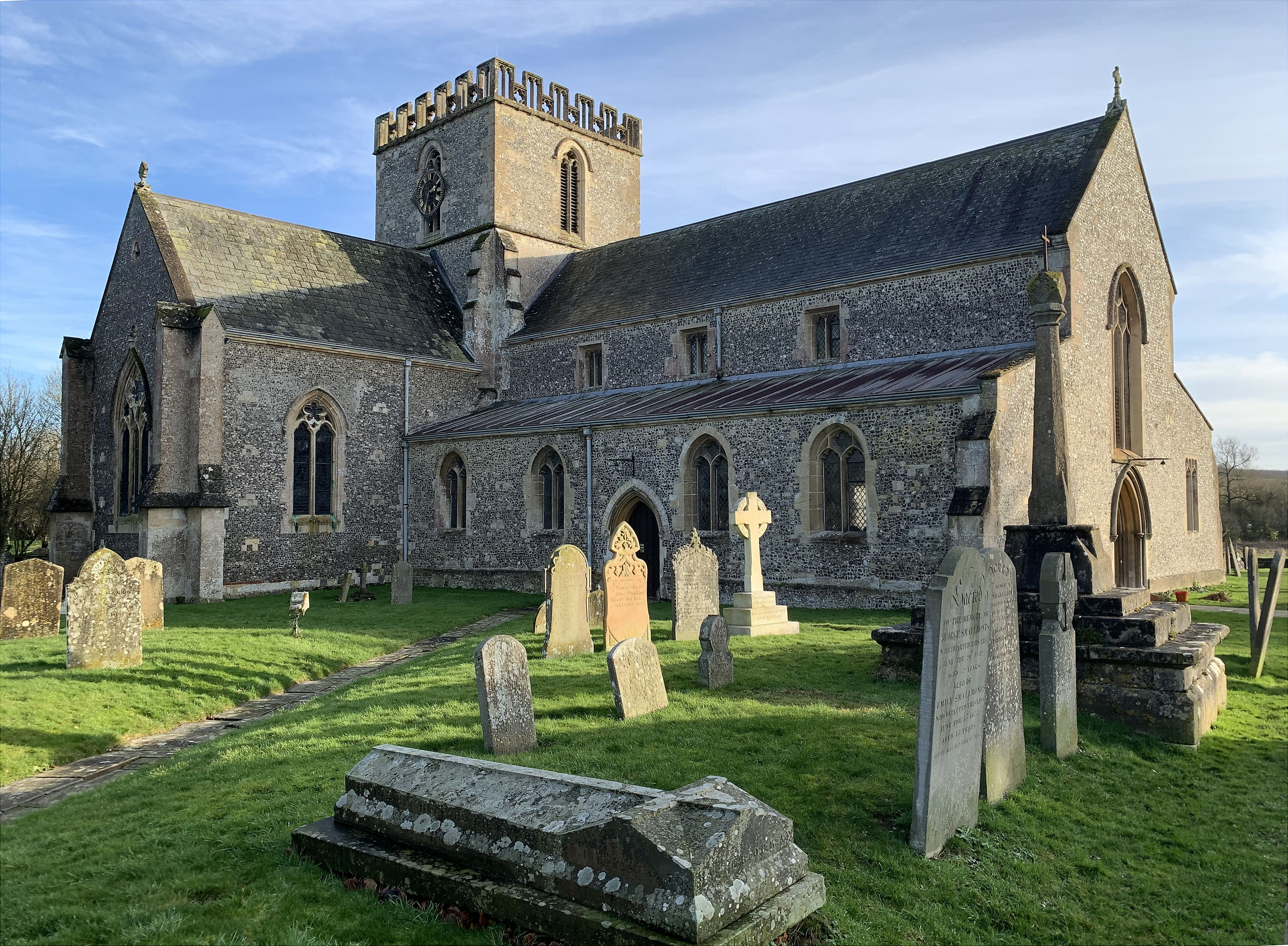
Chiesa di Santa Maria

Ci sono vari edifici storici e altri siti d'interesse nel territorio di Little Bedwyn, in particolare le chiese.
- Chiesa di Santa Maria (in inglese St Marys Church). Si tratta di una chiesa parrocchiale anglicana così chiamata nel 1405, è costruita in pietra e selce con decorazioni in pietra e si compone di un presbiterio con sagrestia a sud, una torre centrale con transetti e una navata centrale con navate laterali e lucernario. La chiesa nel XII secolo, quando furono costruite le navate laterali, era già ampia. Il presbiterio fu ricostruito in pietra di Chilmark a metà o alla fine del XIII secolo. La crociera fu costruita a metà del XIV secolo, presumibilmente per sostituire una torre, e i transetti sono contemporanei. Nel XV secolo fu costruito il lucernario, le navate laterali furono modificate e anche tutti i tetti, fino ad allora ripidi, furono ricostruiti con una falda più bassa e ricoperti di piombo. La torretta delle scale all'angolo nord-est della torre fu costruita nel 1840 e la facciata ovest della chiesa fu ricostruita nel 1843. La chiesa fu restaurata tra il 1853 e il 1855 su progetto di T. H. Wyatt. Fu inserita una nuova finestra orientale in stile trecentesco, fu costruita la sagrestia e la torretta delle scale fu ricostruita. Un portico nord e un portico sud furono rimossi dalle rispettive navate laterali, le pareti delle navate laterali furono apparentemente ricostruite e una porta nella navata sud e una all'estremità ovest della navata nord furono bloccate. Tutti i tetti adiacenti alla torre furono riportati alla loro inclinazione precedente. La chiesa fu ristrutturata e le gallerie, per le quali era stato fornito legname nel 1702, furono rimosse. Nel 1894 la traversa del presbiterio, realizzata nel XIV secolo, fu spostata nella navata sud, fu rimosso dalla chiesa intorno al 1905 e nel 1975 fu collocato di fronte alla navata nord. Due nicchie tombali nella parete sud del transetto sud appartengono a membri della famiglia Stock e sono coeve al transetto. Tra i monumenti commemorativi della famiglia Seymour figura una cassa tombale del 1590 circa su cui è posta un'effigie di Sir John Seymour. Nel 1405 si raccoglievano fondi per le campane della chiesa. Nel 1553 c'erano cinque campane. Probabilmente nel 1623, quando l'attuale tenore fu fuso da John Wallis, il numero di campane fu aumentato a sei. Delle altre cinque campane presenti nell'anello, una fu fusa da William Purdue e Nathaniel Boulter nel 1656, le altre da Henry Knight di Reading nel 1671. Una campana del Sanctus fu fusa da John Cor nel 1741. Queste sette campane erano appese nella chiesa nel 1996. Sono presenti registrazioni di sepolture del 1538, di matrimoni del 1540 e di battesimi del 1554. A parte le sepolture e i battesimi del 1635-36 e le sepolture del 1769-79, i registri sono completi.[6] L'English Heritage ha inserito dal 22 agosto 1966 la chiesa di Santa Maria a Great Bedwyn tra gli edifici storici come monumento classificato di prima categoria col numero 1184327. La chiesa appartiene alla diocesi di Salisbury.[11][12][13][6]
- Chiesa di San Nicola. Fu costruita a East Grafton e le fu assegnato un distretto nel 1844. Era servita da un curato perpetuo, dal 1868 chiamato vicario, nominato dal vicario di Great Bedwyn. Nel 1962 il vicariato fu unito al vicariato di Tidcombe con Fosbury, e nel 1979 il beneficio unito divenne parte del beneficio di Wexcombe. Tra il 1962 e il 1979 il vicario di Great Bedwyn condivise il patronato del beneficio unito e, dal 1979, fu membro del consiglio di patronato del beneficio di Wexcombe. La casa del vicariato, costruita tra il 1847 e il 1860 su un terreno assegnatole nel 1844, fu venduta nel 1978. La chiesa, in pietra di Bath, fu costruita in stile romanico su progetto di Benjamin Ferrey. Ha un presbiterio absidato, una navata centrale con lucernario e una torre a nord-ovest con tetto piramidale. Con testamento del 1894, Elizabeth Carter donò le rendite di 100 sterline per i lavori di restauro della chiesa.[6]
- Chiesa di Santa Caterina. Fu costruita all'estremità settentrionale della parrocchia di Great Bedwyn nel 1861. Fu gestita dal vicario di Great Bedwyn fino al 1864, quando le fu assegnato un distretto chiamato Savernake Forest, comprendente parti delle parrocchie di Great Bedwyn, Little Bedwyn e Burbage. Il patronato fu affidato a George Brudenell-Bruce, marchese di Ailesbury, e fu nominato un curato perpetuo, dal 1868 chiamato vicario. Nel 1953 George, marchese di Ailesbury, trasferì la nomina a procuratore al vescovo di Salisbury. La canonica fu unita alle canoniche di Great Bedwyn e Little Bedwyn nel 1982. Una casa canonica costruita nel 1879-80 fu venduta nel 1950. Agli inizi del 1864 la maggior parte delle funzioni religiose era probabilmente officiata dal vice curato di Great Bedwyn. Ogni domenica si tenevano due funzioni religiose con una media di circa 160 fedeli. Funzioni aggiuntive si tenevano in occasione di festività e feste patronali. Intorno al 1864 la comunione veniva celebrata circa 20 volte all'anno. Dal 1947 al 1949 la parrocchia fu unita alla parrocchia di Savernake, a quella di Great Bedwyn dal 1958 e, dal 1965, anche a quella di Little Bedwyn. La chiesa, in selce con decorazioni in bugnato, fu costruita nello stile dei primi del XIV secolo su progetto di T. H. Wyatt. Presenta un presbiterio absidato con sagrestia a nord, una navata centrale con transetto a nord e a sud e una navata laterale a nord, e una torre campanaria a sud con guglia. L'interno è riccamente decorato con piastrelle colorate, transetti in pietra con fusti in marmo e capitelli a fogliame, e panche in pino verniciato con estremità decorate. La navata centrale è stata murata e viene utilizzata come sagrestia e sala riunioni. Mary, marchesa di Ailesbury, è commemorata da un monumento progettato da Alfred Gilbert. Alla chiesa furono donati due calici, ciascuno con patena, una fiaschetta e una ciotola per le elemosine, tutti punzonati nel 1861 e conservati nel 1996. Sulla torre vi sono cinque campane fuse da G. Mears & Co. nel 1862.[6]

## Geografia antropica

### Urbanistica
La parrocchia civile di Great Bedwyn comprende o ha compreso storicamente i villaggi e le frazioni di Great Bedwyn, Crofton, East Grafton, West Grafton, Harding, Stock, Ford, Wexcombe, Wilton e Wolfhall, oltre ad altri insediamenti minori.

### Great Bedwyn
All'inizio del XII secolo, presso l'abbazia di Abingdon, vigeva una tradizione secondo cui tra il 674 e il 685 una concessione di terreni, probabilmente nei pressi di Abingdon, da parte di re Cissa fosse un preludio alla fondazione dell'abbazia. La tradizione era probabilmente basata su fatti concreti, ma l'affermazione che Cissa governasse da Bedwyn e desse il suo nome a Chisbury, dove costruì un castello, fu apparentemente formulata per la prima volta nel XIII secolo, presumibilmente perché si sapeva che Bedwyn apparteneva all'abbazia nel X secolo e che a Chisbury era stato eretto un forte collinare, ed era quasi certamente frutto di fantasia. Verso la fine del X secolo potrebbe esserci stata una corporazione a Great Bedwyn e un documento di quella data in cui sono elencate le ordinanze di una corporazione non nomina Great Bedwyn, ma probabilmente vi si riferisce. A metà dell'XI secolo Great Bedwyn comprendeva 25 borghi e ospitava una zecca. Il borgo principale sorgeva sulla riva nord-occidentale del Dun. A metà del XVIII secolo il villaggio di Great Bedwyn consisteva in una piazza del mercato rettangolare e cinque strade che da questa si diramavano. La casa del mercato sorgeva all'estremità sud-orientale della piazza del mercato, la maggior parte delle strade era edificata e sembra che ci fossero solo una o due fattorie nel villaggio. Queste caratteristiche urbane potrebbero essere sopravvissute dal borgo dell'XI secolo, alcune di esse furono mantenute fino alla fine del XX secolo, ma non è sopravvissuta alcuna traccia di lotti di borghi lunghi e stretti. Il sito di una chiesa esistente nel 1066 non è noto. Nel XII secolo la chiesa sorgeva 250 metri a sud-ovest della piazza del mercato, in quello che potrebbe essere stato, e lo fu dal XVIII al XX secolo, il limite sud-occidentale dell'area edificata. Accanto alla chiesa del XII secolo furono costruiti un maniero per il prebendario di Bedwyn e Manor Farm, una fattoria che faceva parte della tenuta prebendale, mentre nelle vicinanze fu edificata una casa del vicariato. Di Manor Farm, la fattoria esistente nel 1996 era una casa quadrata in mattoni rossi della metà del XIX secolo e gli edifici agricoli furono demoliti alla fine del XX secolo.

### Crofton
Costruito accanto al Dun, nel Medioevo Crofton era apparentemente un piccolo villaggio composto da diverse piccole fattorie. Aveva una cappella nel XIV e XV secolo e nel 1377 vi contavano 25 contribuenti. Nel XIX e nel XX secolo non era altro che un piccolo borgo. Nel 1773 gli edifici di Crofton sorgevano in un arco formato dalla strada proveniente da Great Bedwyn e dalla strada romana, e c'erano due mulini sul Dun, che era collegato tramite un ponte. Tre cottage esistenti nel 1773 sono sopravvissuti nel 1996. Due sul lato nord-ovest della strada per Great Bedwyn avevano il tetto di paglia, una struttura in legno, probabilmente del XVII secolo, e un ampliamento in mattoni. Uno sul lato sud-est della strada era in mattoni rossi e probabilmente del XVIII secolo. L'unica fattoria del villaggio alla fine del XIX secolo era Crofton Farm, che sorgeva accanto alla strada romana. La fattoria superstite fu costruita alla fine del XIX secolo. Due coppie di cottage del XIX secolo erano state costruite lungo la strada per Great Bedwyn entro il 1879. Uno dei mulini di Crofton fu demolito intorno al 1773, l'altro probabilmente intorno al 1800. Il canale Kennet e Avon fu attraversato da un ponte circa 100 metri a sud-ovest del sito del ponte sul Dun. Dal 1862 circa, quando la ferrovia fu costruita accanto al canale, il nuovo ponte fu raggiunto dal villaggio di Crofton attraverso un passaggio a livello poi venne costruita la casa del guardiano del passaggio a livello.

### East Grafton
Nel Medioevo a East Grafton sorgevano una cappella e probabilmente una casa padronale. La cappella sorgeva su un terreno che nel 1792 era chiamato Chapel Mead. Nel XVII secolo, nei pressi di Chapel Mead sorgeva una grande fattoria demaniale, circondata da giardini, ampi terreni recintati e un parco. A metà del XIX secolo, la fattoria fu sostituita da Manor Farm. Fino al XIX secolo quasi tutti gli altri edifici del villaggio di East Grafton sorgevano a nord-est di Manor Farm, lungo i lati di un ampio prato triangolare formato dall'incrocio di strade provenienti da Burbage, Collingbourne Kingston, Crofton e Wilton. Il villaggio potrebbe essersi ridotto tra il 1377, quando contava 45 contribuenti e il 1792, quando ne contava solo circa 100. Intorno al prato si trovavano 20 case e cottage. Uno stagno sul lato est del prato fu prosciugato all'inizio del XX secolo. Nel 1792, oltre a Manor Farm, c'erano grandi fattorie sul lato nord del prato e all'angolo est. La casa colonica di quella sul lato nord fu ricostruita all'inizio del XIX secolo e rimane parte di un fienile con struttura in legno convertito in residenza. Delle altre case e cottage intorno al prato nel 1792, sembra che nel 1996 ne fossero sopravvissute circa 14. Tutte hanno il tetto di paglia. Una casa con struttura in legno all'estremità sud risale al 1600 circa e potrebbe essere la più antica. Sul lato est altre due case con struttura in legno potrebbero essere del XVII secolo. Gran parte fu sostituito da una fila di mattoni rossi con la data 1723. Sul lato ovest del prato, un cottage con struttura in legno, forse del XVII secolo, sorge in una fila di tre cottage. A breve distanza lungo la strada per Crofton, nel 1792, sorgeva una fila di circa quattro cottage, in mattoni e paglia. Negli anni quaranta del XIX secolo c'erano una chiesa e una scuola. Nel 1886, lungo la strada per Hungerford a est del prato, furono costruiti nuovi edifici agricoli e una schiera di quattro cottage, mentre lungo la strada per Burbage a ovest del prato furono costruiti un paio di cottage. Il villaggio si espanse ulteriormente nel XX secolo. Un'area protetta designata nel 1974 comprende quasi tutto il villaggio.

### West Grafton
Come molti villaggi si trova a ovest della valle di Pewsey ma come nessun altro insediamento nella parrocchia di Great Bedwyn. Il villaggio di West Grafton sorgeva lungo una strada che si snodava da nord a sud. I suoi terreni non erano estesi e il villaggio, che nel 1377 contava 19 contribuenti, non fu mai molto importante. Vicino alla sua estremità settentrionale, entro il 1792 la strada era stata deviata verso est. A quanto pare all'epoca  sorgevano lungo la strada solo due o tre fattorie, e quattro cottage erano stati apparentemente costruiti sul suo ciglio e due case sorgevano su quello che probabilmente era il suo antico percorso rettilineo. L'età delle due case, ancora esistenti suggerisce che la deviazione sia stata effettuata nel XVIII secolo. Nel 1864, sul sito di uno dei cottage era stata costruita una cappella e, tra il 1792 e la metà del XX secolo, nessun nuovo sito adiacente al vicolo fu utilizzato per costruire. Verso la fine del XX secolo, su nuovi siti furono costruiti un paio di case e un bungalow vicino all'estremità nord del vicolo e grandi edifici agricoli all'estremità sud. Tre siti a ovest del villaggio di West Grafton presentavano edifici nel 1792. Una fattoria sorgeva accanto al confine parrocchiale alla fine del XVII secolo e una grande fattoria sorgeva lì nel 1792 e quasi tutti i suoi edifici furono rimossi, principalmente tra la fine del XIX e l'inizio del XX secolo.

### Harding
La fattoria Harding venne costruita sulle colline di un villaggio che sorgeva sul sito oggi nella parrocchia di Shalbourne. La fattoria comprende una casa dei primi del XVII secolo, quasi certamente con struttura in legno, con un'ala principale orientata est-ovest su una pianta di tre stanze e un grande camino. Le pareti esterne erano rivestite in mattoni, alcuni dei quali risalgono alla fine del XVII secolo. Verso la fine del XVIII secolo, fu costruita un'ala ovest, che fu poi ampliata verso nord per creare un ingresso a tre campate, con una porta centrale e un'ala posteriore adibita a cucina. Aggiunte minori furono apportate alla casa all'inizio del XIX secolo. Nel 1996, vicino alla casa sorgevano un grande fienile del XVIII secolo con struttura in legno e un gruppo di edifici agricoli in mattoni eretti a metà del XIX secolo. A nord-ovest della fattoria, a metà del XIX secolo, furono costruiti due cottage.

### Marten
Marten fu probabilmente il sito della battaglia di Meratun, combattuta tra Sassoni e Danesi nell'871. Il villaggio sorge tra due corsi d'acqua che scorrono a nord-ovest verso il Dun. Sul crinale tra i corsi d'acqua, una piattaforma quadrata di circa 15 metri aveva un fossato dai lati scoscesi, profondo circa 4,5 metri, con un accesso rialzato e un fossato sul lato nord-est. La piattaforma potrebbe essere il sito di una casa padronale risalente al Medioevo. A nord-est un reticolo di bassi argini era delimitato da un argine con fossato, e a sud-ovest si trovano un tumulo isolato e tracce di fossati o passaggi scavati. Queste caratteristiche potrebbero essere state conservate nel giardino di una casa del genere. A breve distanza a sud-est della piattaforma, nel Medioevo sorgeva una cappella. Una fattoria situata immediatamente a sud-ovest della piattaforma intorno al 1815 era stata demolita completamente entro la metà del XX secolo. Sempre su un'altura, nel 1996 fu costruita un'altra fattoria, chiamata Manor Farm, a circa 200 metri a sud-est della piattaforma. Una fattoria costruita lì nel XVII secolo aveva una struttura in legno e sopravvisse nel 1996 come un'ala est-ovest incorporata nella casa chiamata Manor. L'interno della fattoria fu ristrutturato all'inizio del XVIII secolo, data a cui risalgono le porte e una scala che vi sono ancora conservate. All'inizio del XIX secolo fu costruita un'ala sud di servizio. Si estendeva più a est rispetto alla precedente, che fu rivestita in mattoni a metà del XIX secolo. Alla fine del XX secolo, il vecchio pascolo fu esteso verso est fino alla lunghezza del nuovo pascolo e furono apportate ampie modifiche all'interno della casa e a un orto recintato a sud della casa, e un fienile con struttura in legno a nord-ovest della casa fu smantellato. A ovest dell'incrocio tra il vicolo e la strada romana, nel 1773 e nel 1874 circa, sorgevano alcuni edifici in un breve vicolo. Nel 1996 ne esisteva solo uno, un cottage del XVIII secolo in mattoni e paglia.

### Stock
Un villaggio chiamato Stock, la cui ubicazione è incerta, apparentemente aveva una striscia di terra che si estendeva da nord-ovest a sud-est. Campi aperti si estendevano su entrambi i lati del Dun a sud-ovest di Great Bedwyn, e probabilmente pascoli comuni si trovavano sulle alture verso l'estremità nord-occidentale della parrocchia. Per analogia con i numerosi villaggi del Wiltshire che avevano campi aperti e pascoli comuni in una striscia di terra che si estendeva da un fiume a una pianura, è possibile che il villaggio di Stock sorgesse accanto al Dun, e che il suo sito fosse abbandonato nel tardo Medioevo. Per analogia con Chisbury a Little Bedwyn e Rudge a Froxfield, insediamenti nelle vicinanze, è più probabile che nel Medioevo e in seguito i campi aperti di Stock fossero sfruttati da fattorie sulle alture a nord-ovest di esse. Un maniero sorgeva sulle alture nel XVII secolo e probabilmente anche prima. Il suo sito era probabilmente quello di Stock Farm, da cui in seguito fu sfruttata gran parte della terra di Stock, e nel Medioevo probabilmente sorgevano altre fattorie nelle vicinanze. Nel 1751 c'erano diversi gruppi di edifici sull'altura, per lo più a sud e sud-ovest di Stock Farm. La fattoria di Stock Farm fu apparentemente costruita nel XVII secolo e modificata e ampliata nel XVIII e XIX secolo. Nel 1996 si chiamava Stokke Manor, quando nelle sue vicinanze sorgevano alcune case del XIX o XX secolo, grandi edifici agricoli e quello che apparentemente era un edificio di servizio convertito in residenza. Tra gli altri edifici sull'altura nel 1996 c'erano un cottage con struttura in legno e tetto di paglia del XVII secolo e tre cottage con tetto di paglia, per lo più in mattoni e in parte con struttura in legno, probabilmente del XVIII secolo.

### Ford
Un villaggio chiamato Ford sorgeva probabilmente sui terreni di Stock. Nel Medioevo Stock era collegato, nelle imposte, a un insediamento chiamato Ford. Un maniero fu in seguito chiamato Stock e Ford e i 32 contribuenti attribuiti a Ford nel 1377 presumibilmente includevano abitanti di entrambi i luoghi. Un mulino eretto a Ford nel 1230 sorgeva probabilmente nel punto in cui, tra il villaggio di Great Bedwyn e Crofton, la strada da Great Bedwyn a Wilton guadava il Dun immediatamente sotto un mulino nel 1751, e il villaggio che sorgeva vicino al mulino e sulla riva nord-occidentale del Dun nel 1751 si trovava probabilmente sul sito di Ford o nelle sue vicinanze. Nel 1751 il mulino e circa 20 tra cottage e case sorgevano lungo la strada per Great Bedwyn. Nel 1773 il Dun era stato attraversato da un ponte sul sito del guado. All'estremità nord-est del villaggio, nove cottage esistenti nel 1751 erano stati apparentemente costruiti sul terreno incolto all'incrocio tra Back Lane e Church Street e furono sostituiti intorno al 1870 da tre coppie di piccole ville in mattoni rossi. Il mulino fu demolito tra il 1879 e il 1899 e, su entrambi i lati della strada, altri cottage furono sostituiti nel XIX secolo. Sul lato nord-ovest della strada, nel 1751 e nel 1996, sorgevano un cottage con struttura in legno e uno in mattoni rossi, entrambi con tetto in paglia e apparentemente risalenti al XVIII secolo.

### Wexcombe
Nel XIII e XIV secolo potrebbe essere stato più grande e popoloso che in qualsiasi altro periodo successivo. Una sala con struttura in legno, forse parte di una casa padronale o di una fattoria demaniale, fu costruita lì intorno al 1235. Nel 1277 vi fu una prigione e all'inizio del XIV secolo la corte d'onore potrebbe essere stata tenuta lì dal signore del maniero di Wexcombe. Sembra che dal villaggio si gestisse una grande fattoria demaniale e che gli affittuari del maniero vi possedessero piccole fattorie. Nel 1377 c'erano 68 contribuenti. Il villaggio si espanse tra il 1773 e il 1840, quando contava circa 22 case e circa 140 abitanti. Sul crinale a nord della conca nel XVII secolo fu costruita una nuova fattoria, in seguito chiamata Lower Farm, e un'altra, Upper Farm, fu costruita all'inizio del XIX secolo. La fattoria di Lower Farm aveva una struttura in legno e si sviluppava su un'ala principale orientata est-ovest. All'inizio del XIX secolo, la casa fu rivestita in mattoni e ampliata verso nord. Nel 1911 fu costruita una nuova ala a ovest e l'ampliamento del XIX secolo fu esteso verso est e un nuovo timpano meridionale fu costruito all'estremità orientale della casa. Nel 1996 la maggior parte degli edifici della fattoria risaliva al XX secolo. Una piccola fattoria in mattoni rossi fu costruita come parte di Upper Farm, fu ampliata alla fine del XIX secolo e notevolmente modificata all'inizio degli anni settanta. Nel 1996 attorno alla casa sorgevano ampi edifici agricoli. Sul terreno rialzato vicino a Lower Farm, nel 1996, sorgevano due cottage del XVIII secolo e una casa dell'inizio del XIX secolo, entrambi in mattoni rossi e tetto di paglia. Nel 1899 W. C. Finch, signore del maniero di Wexcombe, fornì l'acquedotto per il villaggio. Fu costruita una stazione di pompaggio circolare.

### Wilton
Il villaggio sorge nella valle di un corso d'acqua principale del Dun, sul cui corso era presente uno stagno fin dal XVIII secolo, e ne era rimasto un elemento caratteristico nel 1996. A sud-est dello stagno, un rettangolo di circa 3 ettari, delimitato da un vicolo e con cinque strade che si univano agli angoli, potrebbe essere stato un'area verde del villaggio. Era stato recintato e parzialmente edificato alla fine del XVIII secolo e fu ulteriormente edificato in seguito. Nel Medioevo il villaggio apparentemente comprendeva numerose piccole fattorie e contava 71 contribuenti nel 1377. Alla fine del XX secolo era noto per il suo stagno e per la sopravvivenza di circa 20 cottage e piccole case del XVIII secolo e precedenti. Fu designata area protetta nel 1985. L'unica fattoria del villaggio nel 1996 era Manor Farm, situata all'angolo tra la Great Bedwyn Road e quella che nel XVIII secolo era una strada che conduceva a Marten. La fattoria, in mattoni rossi e paglia, fu costruita all'inizio del XVIII secolo, ingloba una casa più antica e fu ampliata nel XIX secolo. A sud della casa, un grande fienile, con navate laterali, struttura in legno e tetto in paglia, risale all'inizio del XVIII secolo. Altri grandi edifici agricoli risalgono al XX secolo. Sul lato nord del rettangolo, Batts Farm, si trova un'ex fattoria (nota 190), con struttura in legno, del XVII o XVIII secolo, ora con la facciata principale a sud in mattoni rossi e tetto in tegole. Dei cottage e delle piccole case più antiche sopravvissute, la maggior parte ha il tetto in paglia e apparentemente risale al XVII secolo. In alcune è visibile la struttura in legno con tasselli in mattoni risalenti al XVIII o XIX secolo, i muri in mattoni di alcune altre potrebbero aver rivestito o sostituito la struttura in legno.

### Wolfhall
Nel primo Medioevo Wolfhall, che probabilmente aveva campi aperti e pascoli comuni, era un piccolo villaggio composto da diverse fattorie. I suoi terreni ammontavano a circa 750 acri. Il loro confine a sud, con East Grafton e West Grafton, seguiva una cresta. A nord, per analogia con i vicini occidentali di Wolfhall, Burbage e Durley, potrebbero aver incluso, a nord di una linea che probabilmente era quella di un tratto superiore del Dun e che fu poi seguita dal canale Kennet e Avon, il ripido versante settentrionale della valle del Dun e, a nord di questo, l'alta pianura che faceva quasi certamente parte della foresta di Savernake e che divenne il parco di Tottenham. Wolfhall contava 14 contribuenti nel 1377. Nel tardo Medioevo la famiglia Seymour viveva in una casa padronale a Wolfhall, e nel XVI secolo gran parte dei terreni di Wolfhall erano stati confiscati e il villaggio apparentemente abbandonato. La casa padronale fu visitata da Enrico VIII nel 1535, 1539 e 1543. L'ubicazione della casa padronale dei Seymour è incerta. Il sito più probabile è uno sul crinale a sud di Wolfhall Farm, più o meno dove sorgeva Wolfhall Manor nel 1996. Tra Wolfhall Farm e Wolfhall Manor, due cottage del XIX secolo furono sostituiti da una casa costruita nel 1984.

## Trasporti
Il percorso della strada romana tra Cirencester e Winchester via Mildenhall corre da nord-ovest a sud-est attraverso la parrocchia. Nel 1996 era utilizzata da strade a sud-est di Wilton e Marten e da un sentiero a nord-ovest e sud-est di Crofton. Nella parte nord-occidentale della parrocchia fu bloccata, probabilmente prima della metà del XVI secolo, e cessò di essere utilizzata. La strada tra Oxford e Salisbury via Hungerford, importante nel XVII secolo, attraversa la parte sud-orientale della parrocchia. Fu trasformata in strada a casello nel 1772 e poi smantellata nel 1866. Come prosecuzione verso est di una strada proveniente da Pewsey e Burbage, una nuova strada fu realizzata tra il 1773 e il 1817, in parte o interamente intorno al 1792, per collegare il villaggio di East Grafton alla strada per Hungerford a ovest di Marten. Nel 1886 il tratto a est dell'incrocio con la strada Marlborough-Salisbury a Burbage fu dichiarato strada principale e, evitando una forte pendenza sulla vecchia strada a casello a ovest di Wexcombe, divenne la strada principale Hungerford-Salisbury. Nel XX secolo, soprattutto dopo l'apertura dell'autostrada Londra-Galles del Sud nel 1972, la strada divenne molto trafficata tra Londra e la parte centrale del Wiltshire.
Il canale Kennet e Avon fu aperto da Hungerford a Great Bedwyn nel 1799, da Great Bedwyn a Devizes nel 1809 e completato nel 1810. Un molo fu costruito nel villaggio di Great Bedwyn e quattro chiuse furono costruite a sud-ovest. Il tratto a ovest di Crofton è il punto più alto del canale, e la stazione di pompaggio di Crofton fu costruita a sud-ovest di Crofton per rifornirlo d'acqua dal Dun. La stazione di pompaggio, di tre piani e in mattoni rossi, ospitava una macchina a vapore a trave che iniziò a pompare nel 1809. Una seconda macchina iniziò a pompare nel 1812. Dal 1836 al 1837 il canale fu alimentato da Wilton Water, un bacino di 8 acri ricavato a sud del canale sbarrando i corsi d'acqua principali del Dun. Nel 1856 fu costruita una nuova ciminiera in mattoni rossi. Nel 1968 il Kennet & Avon Canal Trust acquistò la stazione di pompaggio, che nel 1971 era stata restaurata dalla Crofton Society. Il canale fu riaperto attraverso la parrocchia nel 1988.
La Berks. & Hants Extension Railway, gestita dalla G.W.R., fu aperta nel 1862. Fu costruita lungo il lato nord del canale, e la stazione di Bedwyn fu costruita nel villaggio di Great Bedwyn, vicino al molo. La linea collegava Reading a Devizes e dal 1900 a Westbury. Dal 1906 fa parte di una linea principale tra Londra ed Exeter. La Marlborough & Andover Railway nel 1884 fu ceduta alla Midland & South Western Junction Railway, fu aperta come linea a binario unico attraverso la parte occidentale della parrocchia. Correva da nord a sud, a West Grafton aveva una stazione chiamata Grafton and Burbage e utilizzava la linea G.W.R. da un bivio a nord-est di Wolfhall fino alla stazione di Savernake a Burbage. Nel 1898 fu aperta una nuova linea a doppio binario, che attraversava la linea G.W.R. e convergeva sulla linea a binario unico in un punto leggermente a nord della stazione di Grafton and Burbage, per i treni Swindon-Andover. Per migliorare i servizi verso i nuovi accampamenti militari nella piana di Salisbury, il binario a sud di quel punto fu raddoppiato nel 1902 e la curva di Grafton, un nuovo tratto di linea che attraversava il canale a sud-ovest di Crofton, fu costruita nel 1905 per consentire ai treni di viaggiare direttamente tra la stazione di Bedwyn e la stazione di Grafton and Burbage. Nel 1902 fu aperta una linea tranviaria tra la stazione di Grafton e Burbage e la fornace di Dodsdown a nord-est del villaggio di Wilton, che fu chiusa nel 1910. Nel 1933 la linea costruita nel 1898 fu isolata e nel 1961 fu chiusa l'intera linea nord-sud che attraversava la parrocchia. Alla fine del XX secolo i treni da Paddington a Exeter non si fermavano alla stazione di Bedwyn, che all'epoca era il capolinea dei treni provenienti da Reading.

## Economia

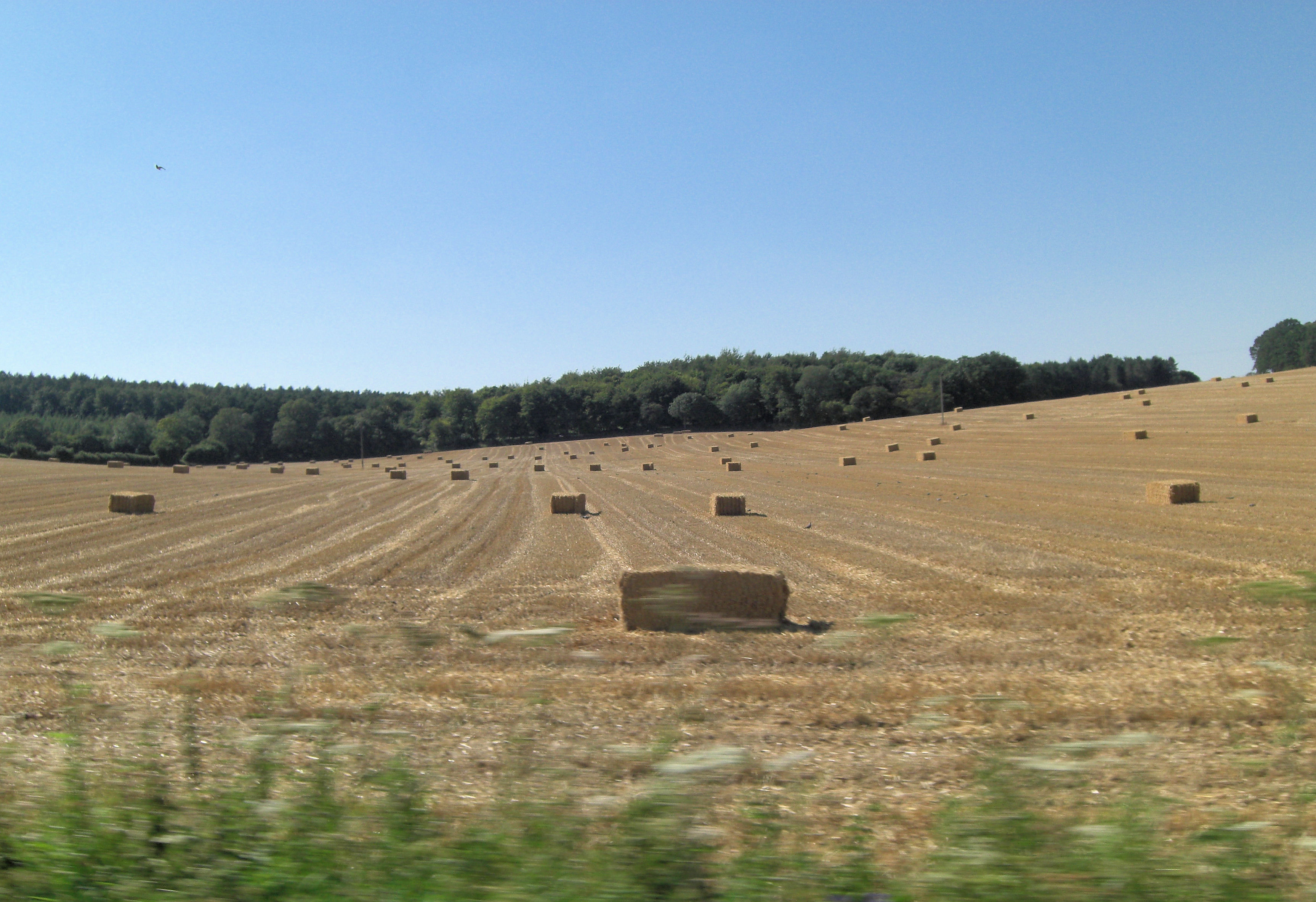
Area coltivata attorno a Great Bedwyn

Nel XII secolo e all'inizio del XIII secolo era stato un prospero centro dell'industria laniera del Wiltshire, producendo un tessuto poco costoso chiamato "burel", e fu allora che fu costruita la sua chiesa. Nel Medioevo Great Bedwyn apparentemente aveva quattro campi aperti, tutti nei pressi del villaggio. Il campo Tile, 37 acri, e il campo Barr, 30 acri, si trovavano a nord-ovest di Brown's Lane. Il campo Harding, 19 acri, e il campo Conyger, 8 acri, si trovavano a sud-est del Dun. Anche il terreno a sud-ovest della strada che conduceva dal villaggio a Marlborough era coltivabile. Accanto al Dun si trovavano dei prati, e quello di Spain, un pascolo probabilmente di circa 20 acri, si trovava a nord-est del villaggio. Il terreno a nord-ovest del campo Tile e del campo Barr, e parte del terreno a sud-ovest della strada per Marlborough, era probabilmente pascolo. Intorno al 1550 i terreni coltivabili a sud-ovest della strada per Marlborough e parte del pascolo erano stati recintati. Quello di Spain era stato recintato e diviso. I campi aperti e il pascolo aggiuntivo furono recintati, e i terreni precedentemente recintati furono scambiati, intorno al 1550. I diritti di pascolo sul comune di Bedwyn si estinsero presumibilmente tra la fine del XVIII e l'inizio del XIX secolo, dopo che il signore del maniero di Prebendal acquistò Stock Manor e West Bedwyn Manor  e gran parte del terreno fu rimboschito nel XIX secolo. All'inizio del XIX secolo, i terreni agricoli di Great Bedwyn a nord-ovest dei suoi precedenti campi aperti erano stati aggiunti alla fattoria Stock, e i terreni di Stock, precedentemente campi aperti a nord-ovest del Dun, erano stati aggiunti alle fattorie situate nel villaggio di Great Bedwyn. Nel 1847, due fattorie avevano terreni agricoli nel villaggio e tutti i loro terreni nelle vicinanze. In tutto il territorio era fiorente l'agricoltura e l'allevamento.  Verso la fine del XIII secolo vi si teneva un mercato quando il villaggio veniva talvolta chiamato Chipping Bedwyn. Il signore del borgo aveva diritto ai pedaggi. Nel 1468 fu concesso un mercato del lunedì e nel 1641 fu concesso al signore del borgo un mercato del martedì, che a quanto pare lo soppiantò. Un mercato coperto sorgeva nella piazza del mercato già a partire dal XVII secolo. I macelli furono menzionati a metà del XV secolo. Il mercato si teneva il martedì tra la fine del XVIII e l'inizio del XIX secolo. Negli anni 1840 e 1850 il mercato coperto era in disuso e non si teneva altro che un mercato del grano per campioni presso i Three Tuns. Di particolare interesse è il burel, un tessuto di lana grezza che veniva prodotto a Great Bedwyn all'inizio del XIII secolo. Non ci sono prove successive che vi fiorissero altri mestieri rurali oltre a quelli usuali. Verso la fine del XVII secolo nel villaggio c'erano due tessitori e un tessitore nel 1711, mentre a metà del XVIII secolo i membri della famiglia Newman erano sarti. Nel 1868 fu costruito un nuovo birrificio in Farm Lane. Dal 1851 i membri della famiglia Lloyd lavoravano in Church Street come scalpellini. Altri mestieri attivi a Great Bedwyn erano quelli dei fabbricanti di parrucche a metà e alla fine del XVIII secolo e un orologiaio nel 1842.